# Carex hastata
Carex hastata är en halvgräsart som beskrevs av Georg Kükenthal. Carex hastata ingår i släktet starrar, och familjen halvgräs. Inga underarter finns listade i Catalogue of Life.